# Sylvia Schwartz
Sylvia Schwartz (Londen, 1963) is een sopraan van Spaanse afkomst.

## Opleiding
Ze studeerde bij Manuel Cid aan de Escuela Superior de Canto in Madrid en aan de Musikhochschule Hanns Eisler in Berlijn bij Thomas Quasthoff, Wolfgang Rieger en Julia Varady.

## Loopbaan
Schwartz was te gast in de grootste operahuizen en op toonaangevende festivals als de Scala in Milaan, Deutsche Staatsoper Berlin, Wiener Staatsoper, Teatro Real Madrid, Bayerische Staatsoper, Hamburgische Staatsoper, Bolsjojtheater in Rusland, Maggio Musicale Fiorentino, Edinburgh Festival, Festspiele Baden-Baden, Salzburger Festspiele en het Verbier Festival. 
Ook voor concerten en liedrecitals is Schwartz veelgevraagd. Ze werkte samen met pianisten Wolfram Rieger, Charles Spencer en Malcolm Martineau; en met dirigenten als Claudio Abbado, Daniel Barenboim, Philippe Jordan, René Jacobs, Charles Dutoit, Fabio Luisi, Nikolaus Harnoncourt, Sir Colin Davis, Gustavo Dudamel, Patrick Fournillier, Marc Minkowski, Ivor Bolton, Yves Abel, Jean-Christophe Spinosi, Helmuth Rilling en Christopher Hogwood. 
In 2017-2018, zingt ze onder meer producties van Don Giovanni en Falstaff met het Budapest Festival Orchestra in Boedapest en op tournee in Azië, zingt ze in het Requiem van Mozart in het Théâtre des Champs-Élysées in Parijs en geeft ze liedrecitals in Oxford, Londen, Montreal en Toronto.

## Discografie
In 2013 verscheen de eerste solo-cd van Sylvia Schwartz: Canciones españolas met pianist Malcolm Martineau (Hyperion).